# برادرها: افسانه دو پسر
برادرها: افسانهٔ دو پسر (به انگلیسی: Brothers: A Tale of Two Sons) یک بازی ویدئویی در سبک ماجراجویی است که توسط استاربریز استودیوز توسعه یافته و در نهایت نیز شرکت ۵۰۵ گیمز آن را برای مایکروسافت ویندوز، ایکس‌باکس ۳۶۰، ایکس‌باکس وان، پلی‌استیشن ۳، پلی‌استیشن ۴، اندروید، آی‌اواس، ویندوز فون، نینتندو سوئیچ و آمازون لونا منتشر کرده است. داستان بازی حول ماجراجویی‌های دو برادری شکل می‌گیرد که در تلاشند تا آب حیاتی که قرار است جان پدرشان را نجات دهد را پس از پشت سر گذاشتن دردسرهای فراوان بیابند.

## روند بازی
برادرها: افسانهٔ دو پسر یک بازی ماجراجویی از دید سوم شخص مشرف به دو برادر است. تمرکز بازی روی کنترل همزمان دو برادر، و رویارویی با معماهای ساده و دشوار در محیطی کاملاً سه‌بعدی است و در این بین هر یک از برادرها با قابلیت‌های منحصر به فردی که دارند در جلو رفتن خط داستانی کمک می‌کنند. برادر بزرگتر قوی‌تر از برادر کوچکتر است و در طی بازی قادر است اهرم‌ها را حرکت دهد یا برادر خود را به مکان‌های مرتفع منتقل کند، در حالی که برادر کوچکتر قادر به عبور از مکان‌های باریک است. تمامی محاوره‌ها در طول بازی، به زبانی تخیلی است و به همین سبب داستان از طریق حرکات و اصطلاحات بیان می‌شود.